# Андерссон, Оке (футболист, 1917)
Оке Ма́гнус А́ндерссон (швед. Åke Magnus Andersson; 22 апреля 1917, Гётеборг — 20 июля 1983, там же) — шведский футболист, играл на позиции нападающего. Участник чемпионата мира 1938 года.

## Биография

### Клубная карьера
В течение четырёх неполных сезонов Андерссон играл за ГАИС. В 1939 году перешёл в АИК, в составе которого отыграл семь сезонов. В АИКе он играл также на позиции крайнего полузащитника и его действия помогали его партнёрам по клубу забивать много голов. Всего за АИК сыграл в лиге Аллсвенскан 124 матча и забил 26 голов. В 1946 году перешёл в «Роламбсхофс», в котором играл до конца карьеры.

### Карьера в сборной
Дебютировал за сборную Швеции 3 октября 1937 года в матче со сборной Дании — Швеция проиграла матч 1:2. В составе сборной Швеции принимал участие на чемпионата мира 1938 года, где сыграл в матче за бронзу против сборной Бразилии — Швеция проиграла со счётом 2:4 и по итогам турнира заняла четвёртое место. Всего за сборную Швеции сыграл 12 матчей и забил 2 гола.

### Смерть
Скончался 20 июля 1983 года в Гётеборге в возрасте 66 лет.